# Menelikornis
Genre
Menelikornis est un genre d'oiseaux de la famille des Musophagidae.

## Liste des espèces
Selon la classification de référence du Congrès ornithologique international (14.2, 2024) il comporte deux espèces :
- Menelikornis ruspolii (Salvadori, 1896) – Touraco de Ruspoli
- Menelikornis leucotis (Rüppell, 1835) – Touraco à joues blanches